# Victor Bailey
Ne doit pas être confondu avec Victor Bayle.
Victor Bailey, né le 27 mars 1960 à Philadelphie et mort le 11 novembre 2016, est un bassiste américain de jazz, plus connu pour sa collaboration au sein de Weather Report où il a succédé à Jaco Pastorius de 1982 à 1986.

## Biographie
Victor Bailey a étudié au Berklee College of Music à Boston après que de l'asthme l'eut empêché de rejoindre la Marine.

### Collaborations musicales
Bailey a enregistré et/ou joué avec Omar Hakim, Sonny Rollins, Miriam Makeba, Larry Coryell, Lenny White, Mike Stern, Dennis Chambers, Poogie Bell, Weather Report, Michael Brecker, LL Cool J, Kenny Garrett, Jim Beard, David Gilmore, Madonna, Mary J. Blige, Steps Ahead, Sting, Hamiet Bluiett, Olu Dara, Don Alias, Sadao Watanabe, Michał Urbaniak, Urszula Dudziak, Roy Haynes, Tom Browne, Bobby Broom, Kenny Kirkland, Bernard Wright, Donald Blackman, Rene McClean, Kevin Eubanks, Tommy Campbell, Kenwood Dennard, Delmar Brown, Najee, Bennie Maupin, Patrice Rushen, Rayford Griffin et Nick Smith, Scott Peaker, Billy Cobham et David Fiuczynski parmi d'autres.

### Équipement
Fender a produit une signature " Victor Bailey guitare basse acoustique »", ainsi que la Victor Bailey Jazz Bass, disponible en version 4 cordes, 5 cordes en version fret et fretless.
Bailey utilise des amplis Markbass.

### Vie privée
Victor Bailey est atteint de la maladie de Charcot-Marie-Tooth. Dans son interview au magazine américain de jazz JazzTimes en 2016, l'artiste raconte que sa maladie a une origine génétique. Sa grand-mère, son père et un des frères de son père en souffraient également. Il dit en avoir ressenti les premières manifestations il y a 25 ans. Au début il ne faisait que trébucher. Ses jambes s'affaiblissent progressivement. Son père n'avait pas de problèmes avec le haut du corps jusqu'à l'âge de 70 ans. Il était un joueur de saxophone et il a arrêté de jouer à 77 ou 78 ans. Pour cette raison Victor Bailey espérait que ses bras et ses mains fonctionneraient bien pendant une vingtaine d'années encore.  Au début de la progression de sa maladie, il utilisait une canne pour compenser la faiblesse de ses jambes. Ses membres supérieurs ont été ensuite atteints, ce qui l'a conduit à arrêter de se produire sur scène, ainsi que de dispenser des cours au sein du Berklee College of Music,. 
Il décède le 11 novembre 2016 des suites de sa maladie après avoir mené un long combat et ayant fait preuve d'un exemplaire courage.

## Discographie
- Bottom's Up, 1989
- Low Blow, 1999
- That's Right, 2001
- Petite Blonde (compilation avec Dennis Chambers, Mitch Forman, Chuck Loeb, et Bill Evans)
- Electric 2005 (avec Larry Coryell et Lenny White)
- Traffic 2006 (avec Larry Coryell et Lenny White)
- Slippin' N' Trippin', 2010